# Provincias de la República Democrática del Congo
La división de la República Democrática del Congo en provincias está establecida en la Constitución congoleña de 2005 (en francés). En su artículo 2, se prevé la existencia de 26 provincias (la ciudad de Kinsasa y 25 provincias), entrando en vigor esta división provincial 36 meses después del establecimiento efectivo de las instituciones previstas por la constitución de 2005 (artículo 226). Sin embargo esta reestructuración se ha aplazado varias veces, lo que llevó a que en enero de 2011 el presidente Joseph Kabila anunciara que dicha reforma no tendría lugar.

## Provincias desde 2005
La nueva organización territorial en 26 provincias fue programada para tomar efecto dentro de treinta y seis meses luego de la promulgación de la nueva constitution, la cual no se ha podido realizar. El presidente Joseph Kabila fijó un plazo hasta el 30 de junio de 2015 para completar este proceso, conocido como découpage.

Mapa de las 26 provincias y la capital.

| Nombre           | Capital    | Superficie | Antigua provincia (capital) |
| ---------------- | ---------- | ---------- | --------------------------- |
| Kinsasa          | Kinsasa    | 9965       | Sin cambios                 |
| Congo Central    | Matadi     | 53 920     | Sin cambios                 |
| Kwango           | Kenge      | 89 974     | Bandundu (Bandundu)         |
| Kwilu            | Kikwit     | 78 219     | Bandundu (Bandundu)         |
| Mai-Ndombe       | Inongo     | 127 465    | Bandundu (Bandundu)         |
| Kasai            | Luebo      | 95 631     | Kasai Occidental (Kananga)  |
| Kasai Central    | Kananga    | 60 958     | Kasai Occidental (Kananga)  |
| Kasai Oriental   | Mbuji-Mayi | 9481       | Kasai Oriental (Mbuji-Mayi) |
| Lomami           | Kabinda    | 56 426     | Kasai Oriental (Mbuji-Mayi) |
| Sankuru          | Lodja      | 104 331    | Kasai Oriental (Mbuji-Mayi) |
| Maniema          | Kindu      | 132 520    | Sin cambios                 |
| Kivu del Sur     | Bukavu     | 65 070     | Sin cambios                 |
| Kivu del Norte   | Goma       | 59 483     | Sin cambios                 |
| Ituri            | Bunia      | 65 658     | Oriental ( Kisangani)       |
| Alto Uele        | Isiro      | 89 683     | Oriental ( Kisangani)       |
| Tshopo           | Kisangani  | 199 567    | Oriental ( Kisangani)       |
| Bajo Uele        | Buta       | 148 331    | Oriental ( Kisangani)       |
| Ubangi del Norte | Gbadolite  | 56 644     | Ecuador (Mbandaka)          |
| Mongala          | Lisala     | 58 141     | Ecuador (Mbandaka)          |
| Ubangi del Sur   | Gemena     | 51 648     | Ecuador (Mbandaka)          |
| Ecuador          | Mbandaka   | 103 902    | Ecuador (Mbandaka)          |
| Tshuapa          | Boende     | 132 957    | Ecuador (Mbandaka)          |
| Tanganica        | Kalemie    | 134 940    | Katanga (Lubumbashi)        |
| Alto Lomami      | Kamina     | 108 204    | Katanga (Lubumbashi)        |
| Lualaba          | Kolwezi    | 121 308    | Katanga (Lubumbashi)        |
| Alto Katanga     | Lubumbashi | 132 425    | Katanga (Lubumbashi)        |

## Historia

### Congo Belga
Cuando Bélgica anexó al Congo Belga como colonia en 1908, la organizó inicialmente en 22 distritos. Diez distritos occidentales fueron administrados directamente por el principal gobierno colonial, mientras que la parte oriental fue administrada bajo dos vice-gobiernos: ocho distritos del noreste formaron Orientale y cuatro distritos surorientales formaron Katanga. En 1924, la colonia se organizó en cuatro provincias:
- Congo-Kasai (cinco distritos del suroeste).
- Ecuador (cinco distritos del noroeste).
- Oriental (anteriormente vicegobierno).
- Katanga (anteriormente vicegobierno).

En 1935, la colonia se reorganizó en seis provincias (Coquilhatville, Élisabethville, Costermansville, Léopoldville, Lusambo y Stanleyville). Inicialmente fueron nombrados como sus capitales, pero en 1947 los nombres regionales fueron adoptados.

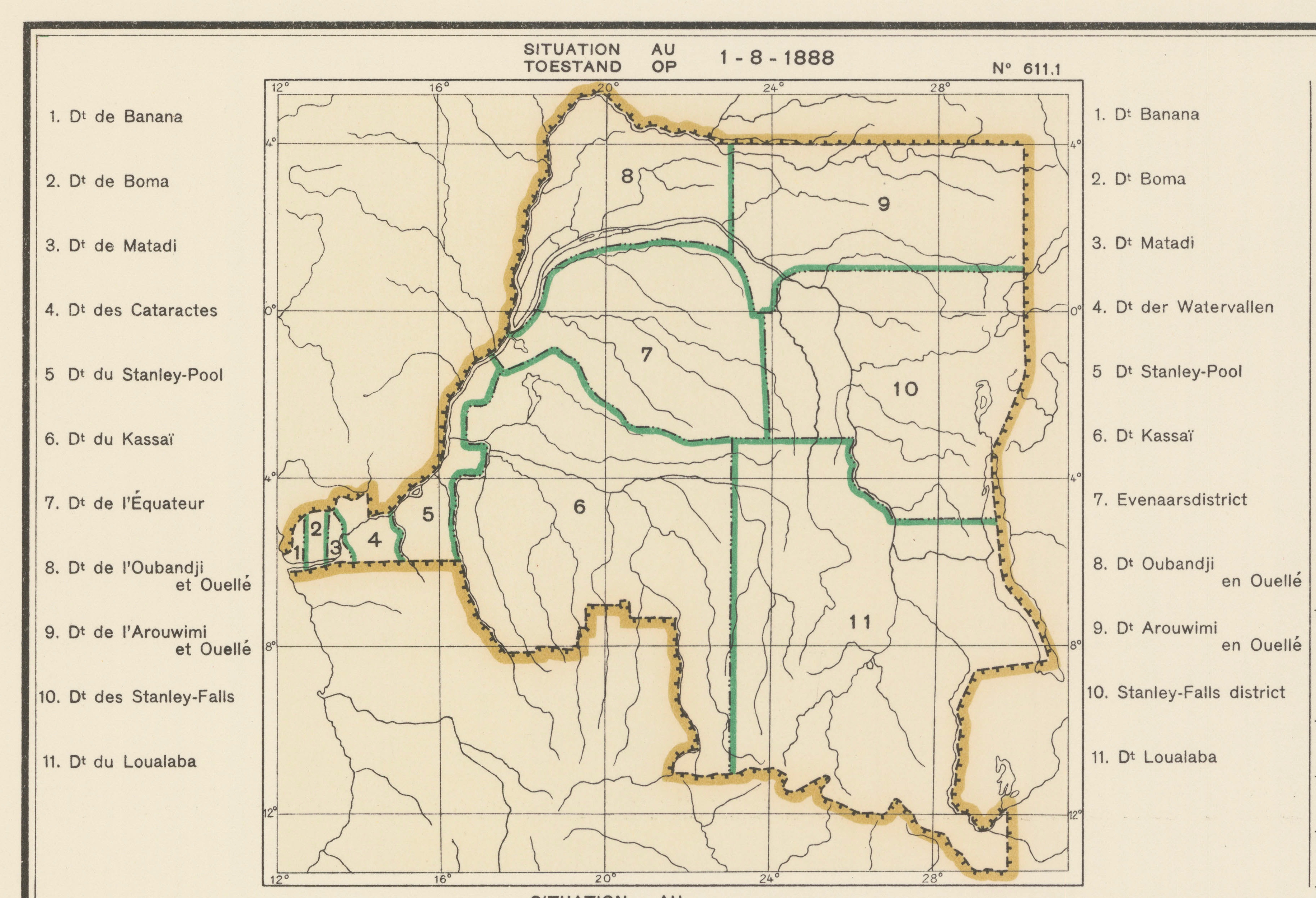
1888, 11 distritos.
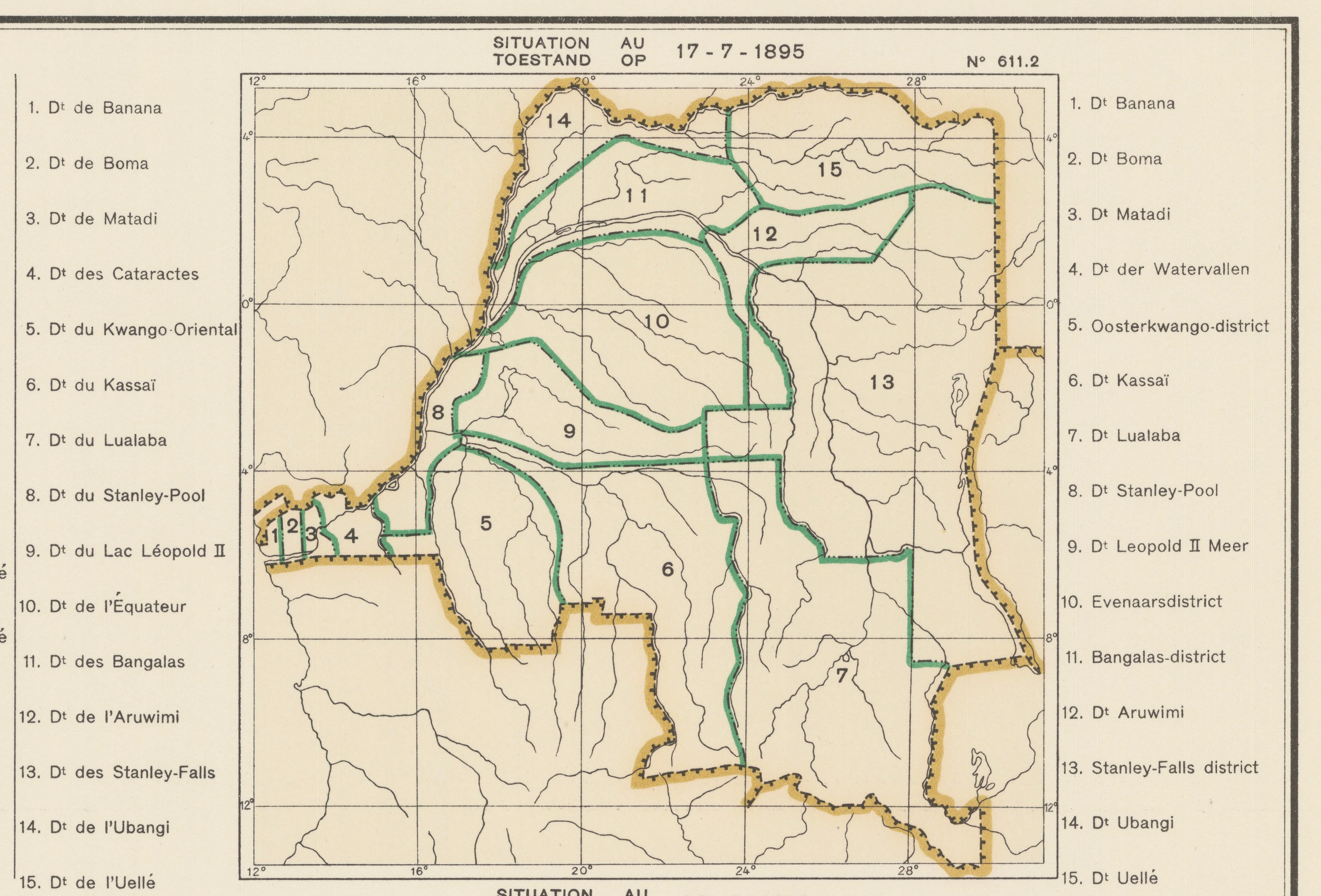
1895, 15 distritos.
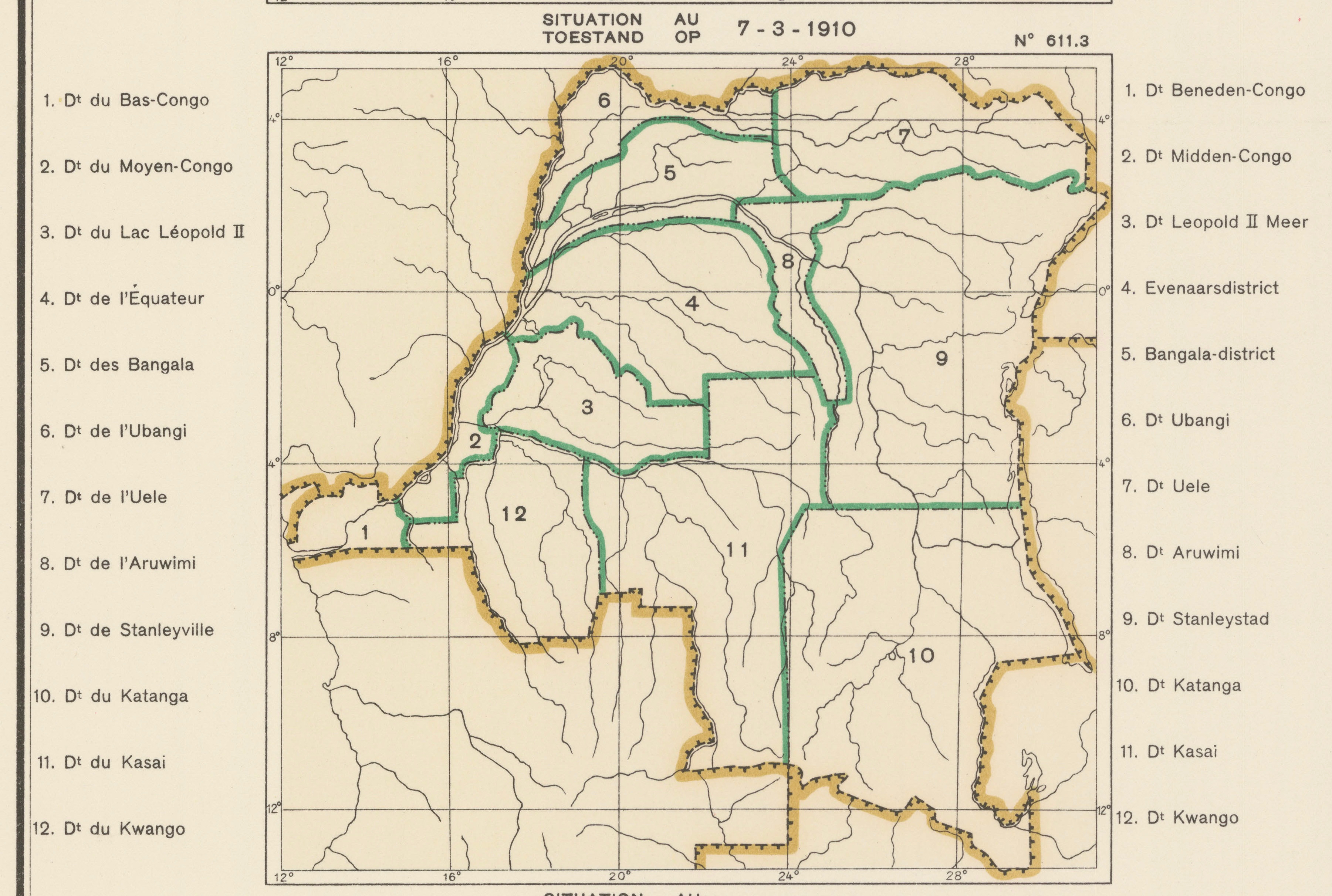
1910, 12 distritos.
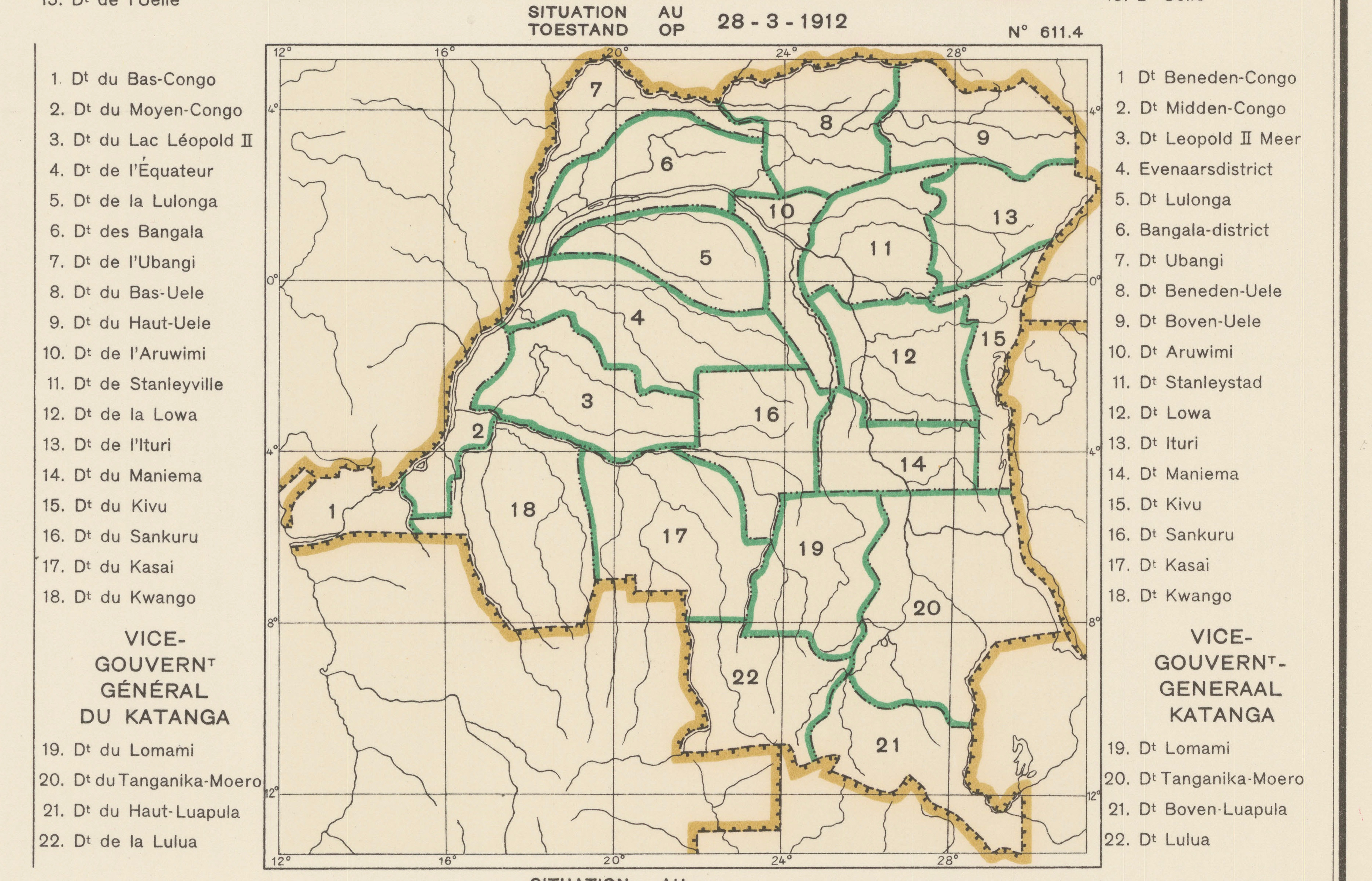
1912, 22 distritos.
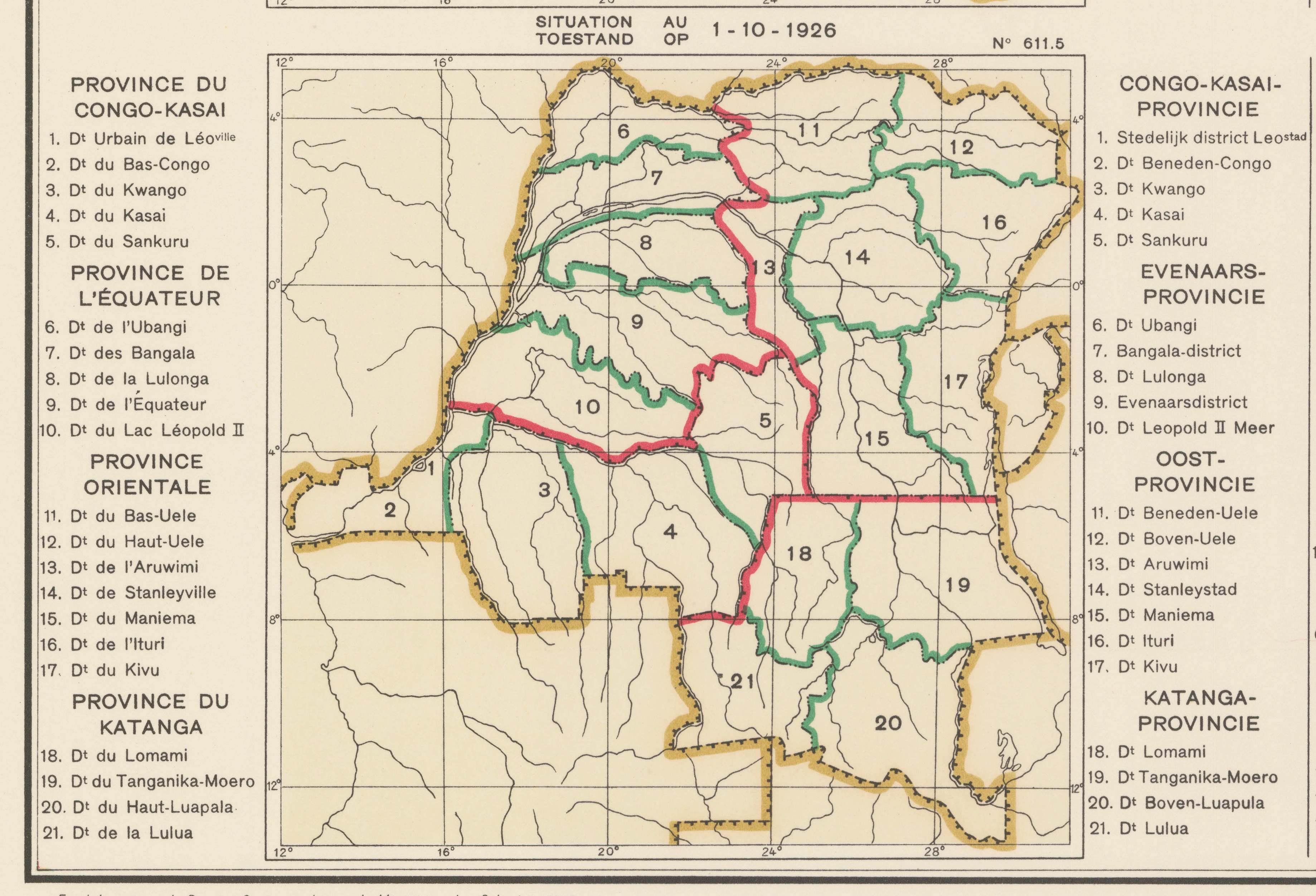
1926, 4 provincias.
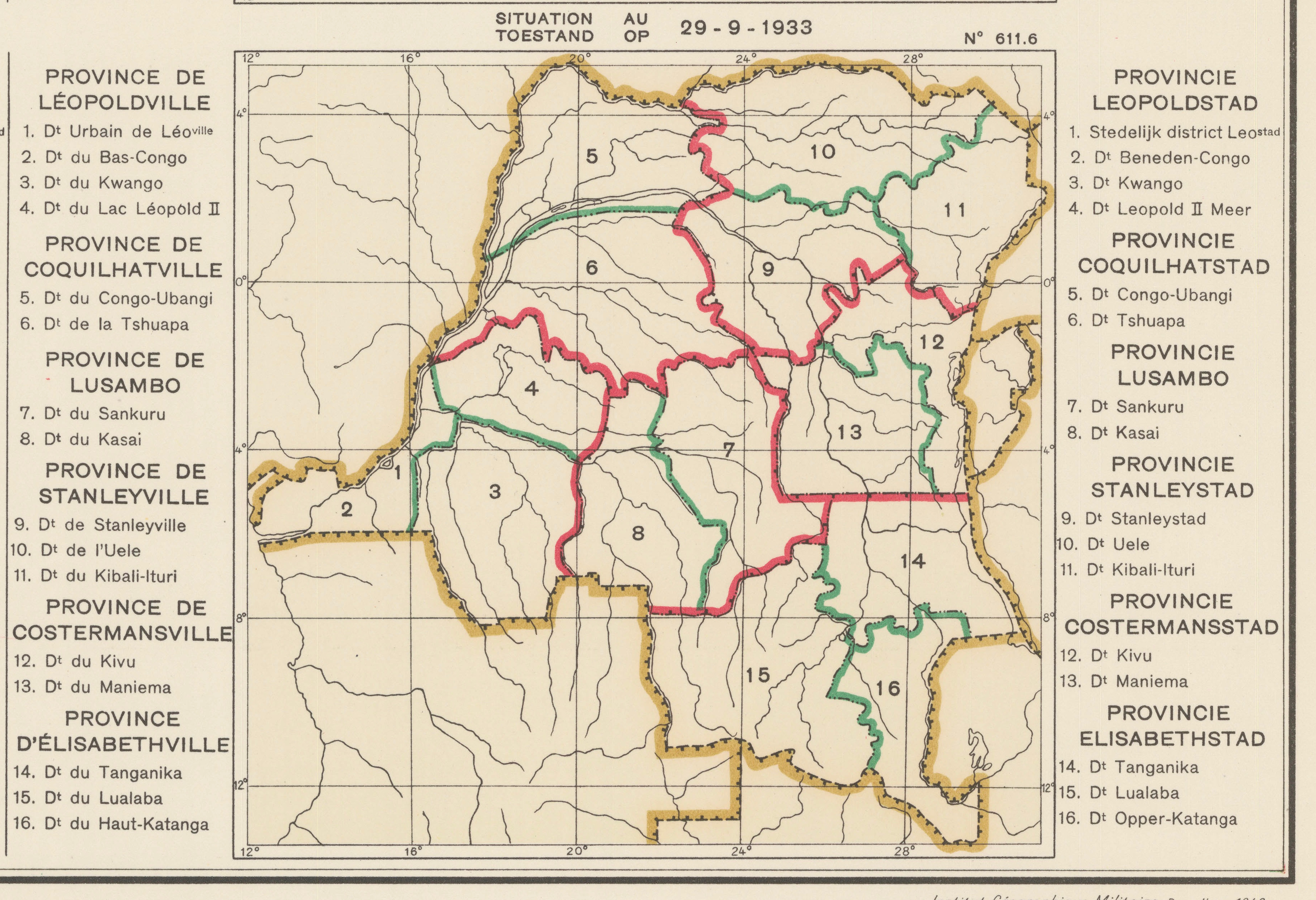
1933, 6 provincias.

### Provincias de 1960 a 1988

Provincias del Congo en 1960.

El Congo Belga se convirtió en un país independiente en 1960, con el nombre de República del Congo y con la misma división en provincias de 1935. En 1963, el país fue reorganizado en 21 provincias (llamadas informalmente provincettes) más la ciudad capital de Léopoldville, similar a los 22 distritos originales bajo el dominio colonial belga. En 1966, los 21 provincettes se agruparon en ocho provincias (Bandundu, Congo Central, Ecuador, Oriental, Kasai Occidental, Kasai Oriental, Kinsasa, Kivu y Katanga), y la capital fue retitulada Kinsasa.
En 1971 el país pasó a llamarse Zaire, y tres provincias también fueron renombradas (Katanga → Shaba, Congo Central → Bajo Zaire, Oriental → Alto Zaire). En 1975 la ciudad capital de Kinsasa obtuvo el estatuto de provincia.
| Nombre        | Capital                     | Superficie (km²) | Población (1960) |
| ------------- | --------------------------- | ---------------- | ---------------- |
| Ecuador       | Coquilhatville (Mbandaka)   | 402.100          | 1.843.000        |
| Katanga       | Elisabethville (Lubumbashi) | 497.000          | 1.744.000        |
| Kasai         | Luluabourg (Kananga)        | 323.100          | 2.190.000        |
| Kivu          | Bukavu                      | 259.100          | 2.344.000        |
| Congo Central | Léopoldville (Kinsasa)      | 360.900          | 3.337.000        |
| Oriental      | Stanleyville (Kisangani)    | 503.200          | 2.525.000        |

### Provincias de 1988 a 2005

Provincias del Congo hasta la entrada en vigor de la nueva división provincial.

En 1988 la provincia de Kivu se dividió en tres. En 1997 el país pasó a llamarse República Democrática del Congo y las tres provincias que habían sido renombradas en 1971 retomaron su nombre anterior.
| Nombre           | Capital    | Superficie (km²) | Población (1998) | Antigua provincia (1960)   |
| ---------------- | ---------- | ---------------- | ---------------- | -------------------------- |
| Bandundu         | Bandundu   | 295.658          | 5.201.000        | Bajo Zaire (Congo Central) |
| Bajo Congo       | Matadi     | 53.920           | 2.835.000        | Bajo Zaire (Congo Central) |
| Ecuador          | Mbandaka   | 403.292          | 4.820.000        | Ecuador                    |
| Kasai Occidental | Kananga    | 154.742          | 3.337.000        | Kasai                      |
| Kasai Oriental   | Mbuji-Mayi | 170.302          | 6.108.000        | Kasai                      |
| Katanga          | Lubumbashi | 496.871          | 4.125.000        | Shaba (Katanga)            |
| Kinsasa          | Kinsasa    | 9.965            | 8.096.254        | Bajo Zaire (Congo Central) |
| Maniema          | Kindu      | 132.250          | 1.246.787        | Kivu                       |
| Kivu del Norte   | Goma       | 59.483           | 5.619.321 (2009) | Kivu                       |
| Oriental         | Kisangani  | 503.239          | 5.566.000        | Alto Zaire (Oriental)      |
| Kivu del Sur     | Bukavu     | 65.070           | 4.475.103        | Kivu                       |